# Автошлях О 020104
Автошля́х О 020104 — автомобільний шлях довжиною 7,5 км, обласна дорога місцевого значення в Вінницькій області. Пролягає по Барському району від міста Бар до села Комарівці.